# Cordyloporus pictus
Cordyloporus pictus är en mångfotingart som först beskrevs av Cook 1896.  Cordyloporus pictus ingår i släktet Cordyloporus och familjen Chelodesmidae. Inga underarter finns listade i Catalogue of Life.